# Nurniczek czubaty
Nurniczek czubaty (Aethia cristatella) – gatunek ptaka z rodziny alk (Alcidae). Występuje na północy Oceanu Spokojnego, gniazduje na wybrzeżach Kamczatki, Czukotki, Alaski, na Kurylach, Aleutach oraz na mniejszych wysepkach północnej części Oceanu Spokojnego. Jest to gatunek monotypowy. Nie jest zagrożony wyginięciem.

## Środowisko
Poza sezonem lęgowym nurniczki wiodą żywot na otwartym morzu. Jedynie na czas rozmnażania powracają na ląd i łącząc się w kolonie zasiedlają klify, gdzie gnieżdżą się w szczelinach i jaskiniach.

## Morfologia
Ptak o ciemnoszarym ubarwieniu, jaskrawopomarańczowym dziobie, białej tęczówce, z odchodzącym od oka wąskim pasmem białych piór. Najbardziej charakterystyczny w wyglądzie nurniczka jest okazały grzebień piór nad dziobem. Występuje zarówno u samca jak i samicy i u obu płci odgrywa rolę w zalotach. Oprócz tego pełni też funkcję podobną do tej, jaką u kota odgrywają wibrysy. Ponieważ nurniczki w okresie lęgów sporo czasu spędzają w ciemnych jaskiniach, receptory znajdujące się na grzebieniu mają pomagać im orientować się w przestrzeni. Pod koniec lata, gdy ptak powraca na pełne morze po sezonie godowym, pióra nad dziobem ulegają pierzeniu.
Dziób ptaka posiada właściwości fluorescencyjne, co również może mieć znaczenie podczas zachowań godowych.

### Wymiary
długość ciała 18–20 cm
masa ciała około 260 g
rozpiętość skrzydeł 40–50 cm

## Zachowanie
Ptaki gromadzą się w koloniach i polują w dużych grupach na głębokich wodach. Skupisko tylu ptaków potrafi być wyjątkowo głośne przez nieustanne wydawanie dźwięków. Poza hałasem nurniczki można również rozpoznać z odległości nawet 100 m po silnym zapachu, jaki wydzielają z gruczołów znajdujących się w okolicach gardła. Według badaczy zapach ten kojarzy się z cytrusami i jest ważną częścią rytuału godowego, podczas którego partnerzy wąchają się wzajemnie, najczęściej otoczeni przez stado pozostałych zainteresowanych ptaków, doprowadzając nieraz do takiego ścisku, że ptaki potrafią wchodzić na siebie nawzajem. Poza tym, substancje, przez które ptak wydziela specyficzną woń, mogą pomagać mu bronić się przed pasożytami, takimi jak wszy, komary i kleszcze.
W trakcie prezentacji przed partnerką, samiec stroszy pióra na piersi, unosi w górę dziób, wydając przy tym trąbiące dźwięki. Samica po zbliżeniu się do samca dotyka się z nim dziobem. Oba ptaki splatają szyję i wąchają się nawzajem.

## Rozmnażanie
Okres lęgowy trwa od maja do sierpnia. Para wysiaduje tylko jedno jajo, najczęściej w jaskini lub szczelinie klifu. Wysiadywanie trwa 29–40 dni. Oboje rodzice wymieniają się obowiązkami, a po wykluciu się pisklęcia oboje dostarczają mu pokarm. Po ok. 27–36 dniach młode jest gotowe do samodzielnego lotu. Zdolność do rozrodu ptak osiąga po osiągnięciu 3. roku życia.

## Status zagrożenia
Międzynarodowa Unia Ochrony Przyrody (IUCN) uznaje nurniczka czubatego za gatunek najmniejszej troski (LC – Least Concern). W 1996 roku liczebność światowej populacji szacowano na ponad 8,2 miliona osobników, czyli ponad 5,5 miliona osobników dorosłych. Trend liczebności uznawany jest za spadkowy. Do zagrożeń dla gatunku należą drapieżnictwo gatunków inwazyjnych, polowania, zanieczyszczenie środowiska (wycieki ropy) czy zmiany klimatu.